# Petkovškovo nabrežje
Petkovškovo nabrežje (Petkovšek-Ufer) ist der Name einer der Uferstraßen am linken Ufer der Ljubljanica im Zentrum von Ljubljana, der Hauptstadt von Slowenien. Die Straße ist benannt nach dem slowenischen Maler Jožef Petkovšek (1861 bis 1898).

## Geschichte
Die Straße hieß ursprünglich Petersdamm (Sv. Petra nasip) nach der St.-Peters-Brücke, an der sie endet. 1952 erhielt sie ihren heutigen Namen.

## Lage
Die Straße verläuft vom Prešernov trg nach Osten bis zur St.-Peters-Brücke mit der Kreuzung Rozmanova ulica und Šuštarjevo nabrežje, in das sie übergeht.

## Abzweigende Straßen
Vom Petkovšek-Ufer zweigen von Westen nach Osten folgende Wege und Plätze ab:
- Za čreslom (Lohsteig)
- Mesarski most führt über die Ljubljanica zum Adamič-Lundrovo nabrežje
- Resljeva cesta und Drachenbrücke
- Kastelčeva ulica (Thalsteig, heutiger Name nach dem slowenischen Publizisten und Schriftsteller Miha Kastelic, 1796 bis 1868)[5]
- Znamenjska ulica (Bildgasse)[6]
- Usnjarska ulica (Lederergasse) und Žitni most (Getreidebrücke)

## Bauwerke und Einrichtungen
- Centralna lekarna (Zentralapotheke)
- Gastronomie, insbesondere Außengastronomie zwischen Prešeren-Platz und Fleischerbrücke.[7]